# Daniel "Cloud" Campos
Daniel «Cloud» Campos (6 de mayo de 1983) es un bailarín y director de vídeo musicales estadounidense. Campos ha trabajado con varios artistas como Madonna y Shakira. En el 2004 conoció a quien sería su esposa durante los siguientes 13 años, llamada Tamara Levinson, ambos trabajaron con Madonna, cerca del 2017 se separaron y cada quien siguió con sus vidas. Durante el 2016 subió video vlogs a su canal en Youtube. Asimismo dirigió los vídeos «Stay the Night» de Zedd y «Now» de Paramore. Al igual que ha aparecido en películas como The Mupets, Step Up 3D (2010) y el Gran Showman (2017). En esta última, llamó la atención con su papel de camarero que servía los chupitos al ritmo de Philip Carlyle (Zac Efron) y PT Barnum (Hugh Jackman), dado que él era a su vez el segundo coreógrafo de la escena.

. Ha producido música en los últimos años, sus cuatro sencillos llamados «Gotta Run» (2020), «Here I go" (2018), «Keep going» (2020) y «The cure» (2020) y ha dirigido un video llamado «100 ways» de Jackson Wang.